# Veicoli militari anfibi

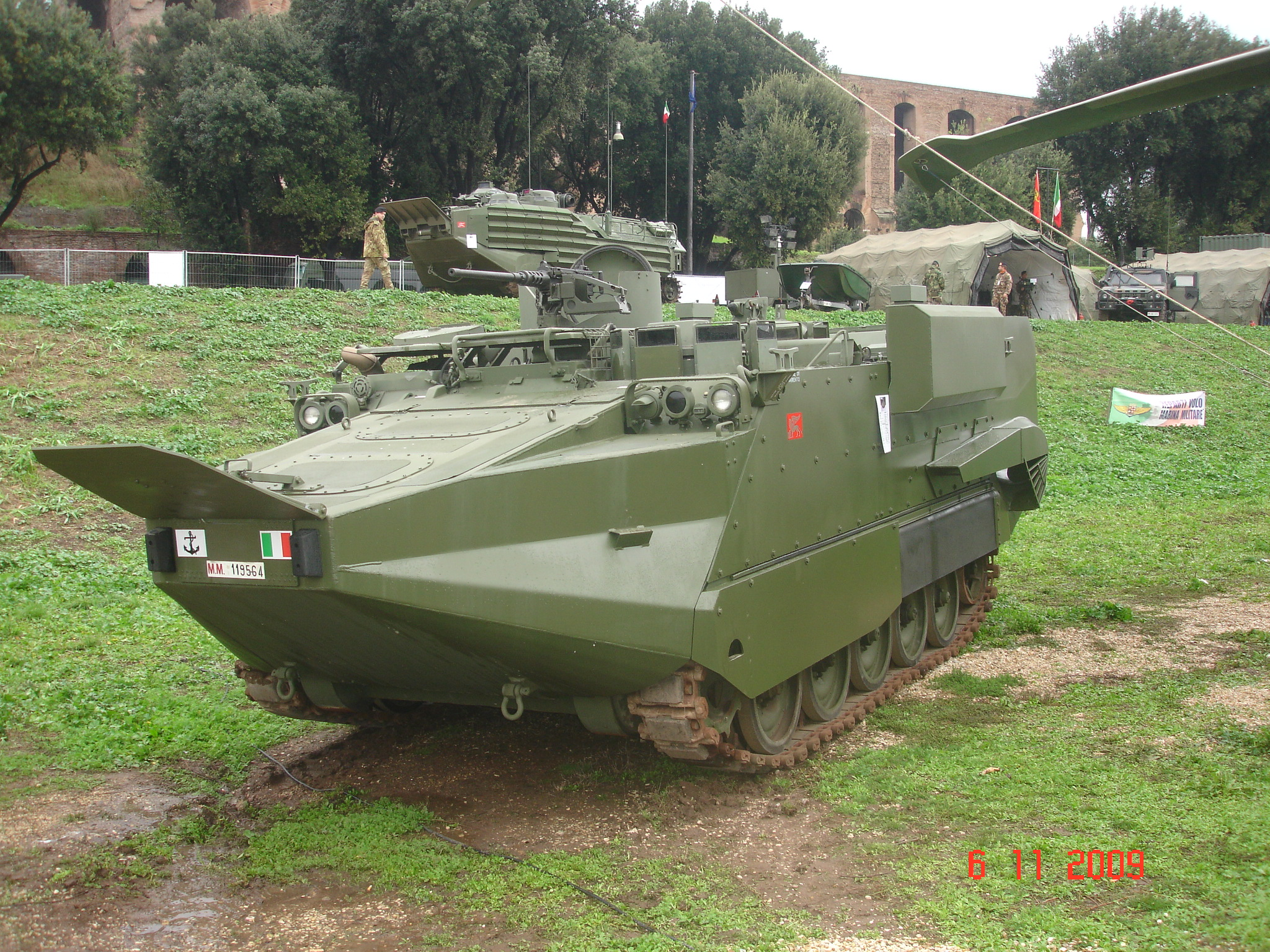
Arisgator del reggimento San Marco.

I veicoli militari anfibi furono utilizzati a partire dalla seconda guerra mondiale per l'uso sia come natanti sia come veicoli terrestri. Nel corso della guerra alcuni veicoli terrestri furono messi in grado di operare su fiumi o con mare calmo, tuttavia questi veicoli non possono essere considerati veri e propri anfibi, dato che appena l'ambiente diventava ostile non erano più gestibili. Analogamente non possono essere definiti anfibi tutti i veicoli da trasporto prodotti in ambito NATO negli anni che vanno dal 1960 al 1980, per cui erano richieste "capacità anfibie", che, più correttamente, avrebbero dovuto essere definite "capacità di guado", in quanto questi veicoli non erano in grado di operare con onde appena accennate né in mare né in acque dolci. Ciò che contraddistingue i veicoli anfibi in conclusione è essenzialmente la capacità di operare in ambienti non ottimali come fiumi con forti correnti o mare sensibilmente mosso.

## Sviluppo nel corso della seconda guerra mondiale
Nel corso della seconda guerra mondiale i veicoli propriamente anfibi furono sviluppati solo da Stati Uniti e Giappone. In Germania fu sviluppata la Volkswagen Schwimmwagen che era un modello di Volkswagen Kübelwagen con la carrozzeria realizzata in modo tale da dare al veicolo una capacità di galleggiamento sufficiente a superare acque calme. Invece i veicoli statunitensi erano progettati in modo tale da poter garantire il movimento in acque relativamente mosse, come per esempio il superamento delle barriere coralline attorno agli atolli dell'Oceano Pacifico. I due veicoli anfibi statunitensi che ebbero maggiore diffusione furono il DUKW ruotato 6x6 (utilizzato principalmente dall'esercito) ed i vari modelli di LVT cingolati (utilizzati principalmente dai marines). La distinzione tattica fra i due veicoli è abbastanza sensibile: mentre il DUKW era un veicolo ruotato che poteva anche muovere in acqua, gli AMTRAC erano veicoli destinati a scaricare sulla costa la prima ondata da sbarco, fornendo una sia pur limitata protezione alla truppe nel veicolo, da qui la diversa evoluzione dei due veicoli nel periodo successivo alla guerra.
In Giappone fu sviluppato un unico veicolo anfibio, a cura della Toyota, il Suki, costruito in soli 198 esemplari, utilizzato solo come mezzo da trasporto, di dimensioni limitate, quindi con una capacità di carico inferiore alle 2 t.
Altri mezzi anfibi cingolati furono studiati in Germania, senza che nessuno arrivasse alla produzione di serie (tranne il già citato Schwimmwagen).

## Sviluppo successivo alla seconda guerra mondiale
Successivamente alla seconda guerra mondiale i veicoli anfibi furono sviluppati principalmente dalle grandi potenze (Stati Uniti e Unione Sovietica), interessate ad una proiezione di potenza globale, mentre anche potenze di un certo rango preferirono approvvigionarsi dalle grandi potenze.
Negli Stati Uniti furono sviluppati nuovi veicoli cingolati delle serie LVTP derivati dagli AMTRAC e progettati dall'Ufficio studi della Marina (Bureau of Ships), ma questi veicoli erano affetti da dimensioni eccessive, che li rendevano inadatti al movimento terrestre. Invece diversi accorgimenti, fra cui la protezione anche superiore e l'apertura anteriore della rampa, li rendevano adatti all'assalto anfibio ed alla conquista di forza di spiagge difese. I veicoli ruotati invece non ebbero uno sviluppo particolare, in quanto per tutti gli anni '60 una delle specifiche richieste per i veicoli terrestri era la capacità anfibia. Tuttavia un veicolo ottimizzato per il movimento terrestre poteva avere una spinta idrostatica (galleggiabilità) appena sufficiente per non affondare in acque calme, mentre non poteva avere una riserva di spinta tale da permettergli la sopravvivenza in acque anche appena mosse. Eccezioni a questa politica sono stati il LARC 5 e successivamente il LARC 15, che avevano caratteristiche decisamente anfibie, in quanto destinati proprio a trasferire carichi da navi in mare a depositi situati nell'entroterra.
Invece i veicoli anfibi ruotati, tutti derivati più o meno alla lontana dal DUKW, furono sviluppati in altre nazioni, il BAV-485 in Unione Sovietica, il CAMANF in Brasile, il Pegaso in Spagna. In Italia è stato prodotto il Fiat 6640A, che non è mai stato acquistato dal Ministero della difesa, ma solo dal Ministero degli Interni per equipaggiare i Vigili del Fuoco.

## Veicoli parzialmente anfibi
Come già indicato, oltre ai veicoli effettivamente anfibi molti veicoli sono stati adattati ad operare in ambiente anfibio o sono stati progettati per avere capacità anfibie limitate a condizioni sufficientemente calme.
Gli adattamenti per veicoli in ambiente anfibio possono essere divisi in due classi principali:
- adattamenti per guado profondo
- incrementi di galleggiabilità

Nel primo caso il veicolo opera sotto il livello dell'acqua, mentre dispositivi appositi portano l'aria all'equipaggio ed al motore ed evacuano i fumi di scarico del motore stesso. Il movimento è assicurato dal contatto del sistema di propulsione (ruote o cingoli) con il letto del corso d'acqua entro cui muove il veicolo. I primi veicoli equipaggiati con questi sistemi furono i Panzer III utilizzati all'inizio dell'Operazione Barbarossa per attraversare il corso del Bug. Dopo la Seconda guerra mondiale i kit di modifica, che più che rendere anfibio il veicolo lo rendono adatto al guado profondo, furono realizzati praticamente per qualsiasi carro armato da combattimento sia della NATO sia del Patto di Varsavia.
Nel secondo caso al veicolo sono aggiunti volumi a basso peso, in modo tale che possa galleggiare sull'acqua. In genere questi volumi sono realizzati con camere d'aria che sostengono il veicolo. In questo caso, dato che non si ha contatto con il fondo, deve essere previsto un sistema di movimentazione in acqua. Mentre nei primi veicoli che utilizzavano questo sistema venivano aggiunte eliche mosse dal motore (Sherman DD), le tendenze successive alla Seconda guerra mondiale sono quelle di far muovere i veicoli solo con il movimento dei cingoli o delle ruote, eventualmente munendo queste ultime di pneumatici particolari.
I veicoli capaci di muovere in acqua, ma che non possono essere definiti anfibi, in quanto le condizioni in cui possono operare sono estremamente limitate sia come forza del vento sia come altezza delle onde sono praticamente tutti i veicoli studiati per uso militare negli anni '50 e '60, fra questi spiccano il trasporto truppe M113 (USA) e l'autoblindo Luchs (Germania).